# Лепсиус, Карл Рихард
Карл Рихард Лепсиус (нем. Karl (Carl) Richard Lepsius; 23 декабря 1810, Наумбург, Саксония — 10 июля 1884, Берлин) — немецкий (прусский) археолог и египтолог.

## Биография
Карл Рихард Лепсиус родился в семье ландрата Наумбурга Карла Петера Лепсиуса и его супруги Фридерики. Посещал Пфорту, затем изучал греческую и римскую археологию в университетах Лейпцига (1829—1830), Гёттингена (1830—1832) и Берлина (1832—1833). Получив докторскую степень за диссертацию De tabulis Eugubinis в 1833 году, отправился в Париж, где посещал лекции историка античности Жан-Антуана Летронна, а также Шампольона. Увлёкся египетской иероглификой, осматривал коллекции египетских древностей в разных странах Европы, изучал литографию и гравировку.
После смерти Шампольона Лепсиус занялся систематическим изучением его фундаментального труда Grammaire égyptienne, который был опубликован посмертно в 1836 году, но не сразу получил широкое признание. В 1836 году Лепсиус отправился в Тоскану, где встретился с Ипполито Росселлини, который путешествовал в Египет вместе с Шампольоном в 1828—1829 годах. В ряде писем к Росселлини Лепсиус развил идеи Шампольона об алфавитном значении ряда египетских иероглифов, указав при этом на то, что гласные на письме не отображались.
В 1842 году Лепсиус по рекомендации Александра фон Гумбольдта и Христиана Бунзена был назначен прусским королём Фридрихом Вильгельмом IV руководителем экспедиции в Египет и Судан для исследования остатков древнеегипетской цивилизации. Экспедиция открыла 67 пирамид и более 130 захоронений знатных лиц. Над главным входом в великую пирамиду Гизы Лепсиус оставил надпись египетскими иероглифами, прославляющую Фридриха Вильгельма IV; её можно увидеть до сих пор (фотографии и перевод надписи).
Основным результатом экспедиции стала публикация книги «Памятники из Египта и Эфиопии» ((Denkmäler aus Aegypten und Aethiopien (Monuments from Egypt and Ethiopia) в 12 томах, содержавшего 900 египетских надписей с комментариями, картами и зарисовками. До настоящего времени этот труд является крупнейшим источником по истории древнего Египта, в особенности потому, что ряд этих памятников были позднее уничтожены в связи с сооружением Асуанской плотины.
После возвращения в Европу Лепсиус в 1846 году женился на Элизабет Клейн (1828—1899), дочери композитора Бернгарда Клейна, и был назначен профессором египтологии в Берлинском университете, содиректором, а позднее и директором Египетского музея. В 1866 г. Лепсиус вновь поехал в Египет, где обнаружил «Канопский декрет» — надпись, напоминавшую Розеттский камень, поскольку она также была записана параллельно иероглифами, демотикой и на греческом языке.
Лепсиус считается отцом современной египтологии. Он также внёс немалый вклад в изучение других африканских языков, хотя его взгляды на африканское языкознание уже при жизни были несколько устаревшими. Лепсиус изобрёл «Стандартный алфавит Лепсиуса» для транслитерации африканских языков (1855, пересмотрен в 1863 г.). В 1880 выпустил грамматику нубийского языка.
Отец художника Рейнгольда Лепсиуса и общественного деятеля Иоганнеса Лепсиуса.

## Память
Бюст Карла Рихарда Лепсиуса установлен в мемориале великих египтологов мира при Египетском музее в Каире.

## Основные сочинения
- 1842. Das Todtenbuch der Ägypter nach dem hieroglyphischen Papyrus in Turin mit einem Vorworte zum ersten Male Herausgegeben. Leipzig: G. Wigand. (Reprinted Osnabrück: Otto Zeller Verlag, 1969)
- 1849. Denkmaeler aus Aegypten und Aethiopien nach den Zeichnungen der von Seiner Majestät dem Koenige von Preussen, Friedrich Wilhelm IV., nach diesen Ländern gesendeten, und in den Jahren 1842—1845 ausgeführten wissenschaftlichen Expedition auf Befehl Seiner Majestät. 13 vols. Berlin: Nicolaische Buchhandlung. (Reprinted Genève: Éditions de Belles-Lettres, 1972)
- 1852. Briefe aus Aegypten, Aethiopien und der Halbinsel des Sinai: Geschrieben in den Jahren 1842—1845 während der auf Befehl Sr. Majestät des Königs Friedrich Wilhelm IV. von Preußen ausgeführten wissenschaftlichen Expedition. Berlin: Verlag von Wilhelm Hertz
- 1855. Das allgemeine linguistische Alphabet: Grundsätze der Übertragung fremder Schriftsysteme und bisher noch ungeschriebener Sprachen in europäische Buchstaben. Berlin: Verlag von Wilhelm Hertz
- 1880. Nubische Grammatik mit einer Einleitung über die Völker und Sprachen Afrika’s. Berlin: Verlag von Wilhelm Hertz